# بطولة غينيا بيساو الوطنية
البطولة الوطنية لغينيا بيساو لكرة القدم هي مسابقة كرة القدم بين أندية غينيا بيساو .
البطل الحالي هو أوس بلانتاس.